# Collegio elettorale di Benevento (Camera dei deputati)
Il collegio di Benevento fu un collegio elettorale uninominale della Repubblica Italiana per l'elezione della Camera dei deputati. Apparteneva alla circoscrizione Campania 2 e fu utilizzato per eleggere un deputato nella XII, XIII e XIV legislatura.
Venne istituito nel 1993 con la cosiddetta Legge Mattarella (Legge n. 277, Nuove norme per l'elezione della Camera dei deputati), attuata in seguito al referendum abrogativo del 1993. La legge istituì per la Camera dei deputati e per il Senato della Repubblica un sistema di elezione misto, in parte maggioritario e in parte proporzionale. Il 75% dei parlamentari dell'assemblea veniva eletto in collegi uninominali tramite sistema maggioritario a turno unico; il restante 25% alla Camera veniva eletto tramite sistema proporzionale con liste bloccate.
Il collegio venne abolito insieme a tutti gli altri che costituivano la Camera con la promulgazione della legge elettorale successiva, la cosiddetta Legge Calderoli. Questa prevedeva un sistema proporzionale con premio di maggioranza, che alla Camera veniva attribuito a livello nazionale.

## Territorio
Il collegio di Benevento era uno dei 47 collegi uninominali in cui era suddivisa la Campania e, come previsto dal D.Lgs. del 20 dicembre 1993 n. 536, era interamente compreso nella provincia di Benevento e comprendeva i seguenti comuni: Apollosa, Arpaise, Benevento, Campolattaro, Casalduni, Castelpoto, Ceppaloni, Foglianise, Fragneto l'Abate, Fragneto Monforte, Morcone, Paduli, Pietrelcina, Ponte, Pontelandolfo, San Leucio del Sannio, San Nicola Manfredi, Santa Croce del Sannio, Sant'Angelo a Cupolo, Sassinoro e Torrecuso.

## Eletti
| Elezione | Elezione | Deputato          | Partito                  |
| -------- | -------- | ----------------- | ------------------------ |
|          | 1994     | Alberto Simeone   | Alleanza Nazionale       |
|          | 1996     | Alberto Simeone   | Polo per le Libertà (AN) |
|          | 2001     | Pasquale Viespoli | Casa delle Libertà (AN)  |

## Dati elettorali

### XII legislatura

#### Risultati proporzionale
| Coalizioni        | Coalizioni                  | Liste                       | Liste                              | Voti   | %     |
| ----------------- | --------------------------- | --------------------------- | ---------------------------------- | ------ | ----- |
|                   | Progressisti                |                             | Partito Democratico della Sinistra | 12.696 | 17,88 |
|                   | Progressisti                | Alleanza Democratica        | 2.445                              | 3,44   |       |
|                   | Progressisti                | Rifondazione Comunista      | 2.215                              | 3,12   |       |
|                   | Progressisti                | Partito Socialista Italiano | 1.813                              | 2,55   |       |
|                   | Progressisti                | Federazione dei Verdi       | 1.648                              | 2,32   |       |
| Totale coalizione | Totale coalizione           | 20.817                      | 29,31                              |        |       |
|                   | Alleanza Nazionale          | Alleanza Nazionale          | Alleanza Nazionale                 | 16.851 | 23,73 |
|                   | Forza Italia                | Forza Italia                | Forza Italia                       | 14.510 | 20,44 |
|                   | Patto per l'Italia          |                             | Partito Popolare Italiano          | 8.065  | 11,36 |
|                   | Patto per l'Italia          | Patto Segni                 | 3.678                              | 5,18   |       |
| Totale coalizione | Totale coalizione           | 11.743                      | 16,54                              |        |       |
|                   | Lista Pannella              | Lista Pannella              | Lista Pannella                     | 2.154  | 3,03  |
|                   | Socialdemocrazia            | Socialdemocrazia            | Socialdemocrazia                   | 1.473  | 2,07  |
|                   | Unione Democratica Italiana | Unione Democratica Italiana | Unione Democratica Italiana        | 1.468  | 2,07  |
|                   | Alleanza Meridionale        | Alleanza Meridionale        | Alleanza Meridionale               | 1.154  | 1,63  |
|                   | Unità Popolare              | Unità Popolare              | Unità Popolare                     | 520    | 0,73  |
|                   | Riformisti Irpini           | Riformisti Irpini           | Riformisti Irpini                  | 313    | 0,44  |
| Totale            | Totale                      | Totale                      | Totale                             | 71.003 |       |

#### Risultati uninominale
|                               | Alberto Simeone ✔️ Eletto | Alleanza Nazionale                 | 18 760 | 25,25 |  |  |  |  |  |
|                               | Mario Pedicini            | FI - CCD - UDC - PLD               | 15 056 | 20,26 |  |  |  |  |  |
|                               | Carmine Nardone           | Progressisti                       | 14 244 | 19,17 |  |  |  |  |  |
|                               | Nicola Di Donato          | Patto per l'Italia                 | 12 305 | 16,56 |  |  |  |  |  |
|                               | Umberto Del Basso De Caro | Unione Democratica Italiana        | 10 184 | 13,71 |  |  |  |  |  |
|                               | Luigi Ionico              | Lista Marco Pannella - Riformatori | 2 615  | 3,52  |  |  |  |  |  |
|                               | Ornella Forni Mariani     | Unione Mediterranea                | 1 141  | 1,54  |  |  |  |  |  |
| Totale                        | Totale                    | Totale                             | 74 305 | 100   |  |  |  |  |  |
|                               |                           |                                    |        |       |  |  |  |  |  |
| Fonte: Ministero dell'interno |                           |                                    |        |       |  |  |  |  |  |

### XIII legislatura

#### Risultati proporzionale
| Coalizioni        | Coalizioni                         | Liste                                     | Liste                              | Voti   | %     |
| ----------------- | ---------------------------------- | ----------------------------------------- | ---------------------------------- | ------ | ----- |
|                   | Polo per le Libertà                |                                           | CCD-CDU                            | 13.152 | 18,70 |
|                   | Polo per le Libertà                | Forza Italia                              | 12.665                             | 18,01  |       |
|                   | Polo per le Libertà                | Alleanza Nazionale                        | 12.398                             | 17,63  |       |
| Totale coalizione | Totale coalizione                  | 38.215                                    | 54,34                              |        |       |
|                   | L'Ulivo                            |                                           | Partito Democratico della Sinistra | 11.940 | 16,98 |
|                   | L'Ulivo                            | Popolari per Prodi (PPI-SVP-PRI-UD-Prodi) | 6.917                              | 9,84   |       |
|                   | L'Ulivo                            | Rinnovamento Italiano                     | 2.664                              | 3,79   |       |
|                   | L'Ulivo                            | Federazione dei Verdi                     | 1.381                              | 1,96   |       |
| Totale coalizione | Totale coalizione                  | 22.902                                    | 32,57                              |        |       |
|                   | Progressisti                       |                                           | Rifondazione Comunista             | 3.780  | 5,38  |
|                   | Partito Socialista                 | Partito Socialista                        | Partito Socialista                 | 2.339  | 3,33  |
|                   | Movimento Sociale Fiamma Tricolore | Movimento Sociale Fiamma Tricolore        | Movimento Sociale Fiamma Tricolore | 1.534  | 2,18  |
|                   | Lista Pannella - Sgarbi            | Lista Pannella - Sgarbi                   | Lista Pannella - Sgarbi            | 1.221  | 1,74  |
|                   | Movimento Rinascita Italiana       | Movimento Rinascita Italiana              | Movimento Rinascita Italiana       | 167    | 0,24  |
|                   | Patto per l'Agro                   | Patto per l'Agro                          | Patto per l'Agro                   | 155    | 0,22  |
| Totale            | Totale                             | Totale                                    | Totale                             | 70.313 |       |

#### Risultati uninominale
|                               | Alberto Simeone ✔️ Eletto | Polo per le Libertà | 33 782 | 48,45 |  |  |  |  |  |
|                               | Raffaele Bianco           | L'Ulivo             | 31 937 | 45,80 |  |  |  |  |  |
|                               | Luigi Bocchino            | Fiamma Tricolore    | 4 006  | 5,75  |  |  |  |  |  |
| Totale                        | Totale                    | Totale              | 69 725 | 100   |  |  |  |  |  |
|                               |                           |                     |        |       |  |  |  |  |  |
| Fonte: Ministero dell'interno |                           |                     |        |       |  |  |  |  |  |

### XIV legislatura

#### Risultati proporzionale
| Coalizioni        | Coalizioni              | Liste                   | Liste                                 | Voti   | %     |
| ----------------- | ----------------------- | ----------------------- | ------------------------------------- | ------ | ----- |
|                   | Casa delle Libertà      |                         | Alleanza Nazionale                    | 15.538 | 22,92 |
|                   | Casa delle Libertà      | Forza Italia            | 15.287                                | 22,55  |       |
|                   | Casa delle Libertà      | CCD-CDU                 | 2.127                                 | 3,14   |       |
|                   | Casa delle Libertà      | Nuovo PSI               | 603                                   | 0,89   |       |
| Totale coalizione | Totale coalizione       | 33.555                  | 49,50                                 |        |       |
|                   | L'Ulivo                 |                         | La Margherita (Dem - PPI - RI- UDEUR) | 13.651 | 20,14 |
|                   | L'Ulivo                 | Democratici di Sinistra | 7.601                                 | 11,21  |       |
|                   | L'Ulivo                 | Il Girasole (FdV - SDI) | 1.075                                 | 1,59   |       |
|                   | L'Ulivo                 | Comunisti Italiani      | 1.044                                 | 1,54   |       |
| Totale coalizione | Totale coalizione       | 23.371                  | 34,48                                 |        |       |
|                   | Lista Di Pietro         | Lista Di Pietro         | Lista Di Pietro                       | 3.309  | 4,88  |
|                   | Democrazia Europea      | Democrazia Europea      | Democrazia Europea                    | 2.932  | 4,32  |
|                   | Rifondazione Comunista  | Rifondazione Comunista  | Rifondazione Comunista                | 2.105  | 3,11  |
|                   | Lista Pannella - Bonino | Lista Pannella - Bonino | Lista Pannella - Bonino               | 980    | 1,45  |
|                   | Fiamma Tricolore        | Fiamma Tricolore        | Fiamma Tricolore                      | 608    | 0,90  |
|                   | Liberi e Forti          | Liberi e Forti          | Liberi e Forti                        | 359    | 0,53  |
|                   | Socialisti Autonomisti  | Socialisti Autonomisti  | Socialisti Autonomisti                | 211    | 0,31  |
|                   | Movimento delle Libertà | Movimento delle Libertà | Movimento delle Libertà               | 181    | 0,27  |
|                   | Paese Nuovo             | Paese Nuovo             | Paese Nuovo                           | 132    | 0,19  |
|                   | Abolizione scorporo     | Abolizione scorporo     | Abolizione scorporo                   | 49     | 0,07  |
| Totale            | Totale                  | Totale                  | Totale                                | 67.792 |       |

#### Risultati uninominale
|                               | Pasquale Viespoli ✔️ Eletto | Casa delle Libertà | 32 026 | 46,15 |  |  |  |  |  |
|                               | Aniello Cimitile            | L'Ulivo            | 28 543 | 41,13 |  |  |  |  |  |
|                               | Giovanni Molinara           | Democrazia Europea | 5 144  | 7,41  |  |  |  |  |  |
|                               | Antonio Vassillo            | Lista Di Pietro    | 3 679  | 5,30  |  |  |  |  |  |
| Totale                        | Totale                      | Totale             | 69 392 | 100   |  |  |  |  |  |
|                               |                             |                    |        |       |  |  |  |  |  |
| Fonte: Ministero dell'interno |                             |                    |        |       |  |  |  |  |  |